# Sentimental Tommy
Sentimental Tommy er en amerikansk stumfilm fra 1921 af John S. Robertson.

## Medvirkende
- Gareth Hughes som Tommy Sandys
- Malcolm Bradley som  Domino Cathro
- Harry Coleman som Shiach
- Kate Davenport som Gavinia
- George Fawcett som Dr. McQueen
- Leila Frost som Elspeth Sandys
- Kempton Greene som Dr. David Gemmell